# Rataje (gromada w powiecie brzeskim)
Rataje – dawna gromada, czyli najmniejsza jednostka podziału terytorialnego Polskiej Rzeczypospolitej Ludowej w latach 1954–1972.
Gromady, z gromadzkimi radami narodowymi (GRN) jako organami władzy najniższego stopnia na wsi, funkcjonowały od reformy reorganizującej administrację wiejską przeprowadzonej jesienią 1954 do momentu ich zniesienia z dniem 1 stycznia 1973, tym samym wypierając organizację gminną w latach 1954–1972.
Gromadę Rataje z siedzibą GRN w Ratajach (obecnie w granicach Brzegu) utworzono 31 grudnia 1959 w powiecie brzeskim w woj. opolskim z obszarów zniesionych gromad Brzezina i Żłobizna w tymże powiecie; równocześnie do nowo utworzonej gromady Rataje przyłączono wieś Małujowice ze zniesionej gromady Łukowice Brzeskie. Dla gromady ustalono 24 członków gromadzkiej rady narodowej.
Gromada przetrwała do końca 1972 roku, czyli do kolejnej reformy gminnej.